# Escape from Fort Bravo
Escape from Fort Bravo is een Amerikaanse western uit 1953 onder regie van John Sturges. De film werd destijds uitgebracht onder de titel Vlucht uit Fort Bravo.

## Verhaal
Tijdens de Amerikaanse Burgeroorlog moet kapitein Roper uit het noorden een groep zuidelijke soldaten bewaken in het door Apachen bedreigde Fort Bravo. Wanneer de knappe Carla Forester een bezoek brengt aan het fort, wint ze de sympathie van Ropers. Ze heeft echter een geheime opdracht.

## Rolverdeling
| Acteur           | Personage           |
| ---------------- | ------------------- |
| William Holden   | Kapitein Roper      |
| Eleanor Parker   | Carla Forester      |
| John Forsythe    | Kapitein John Marsh |
| William Demarest | Campbell            |
| William Campbell | Cabot Young         |
| Polly Bergen     | Alice Owens         |
| Richard Anderson | Luitenant Beecher   |
| Carl Benton Reid | Kolonel Owens       |
| John Lupton      | Bailey              |